# Daventry (distretto)
Daventry è un distretto del Northamptonshire, Inghilterra, Regno Unito, con sede nella città omonima.
Il distretto fu creato con il Local Government Act 1972, il 1º aprile 1974 dalla fusione del municipal borough di Daventry con il distretto rurale di Daventry e parte del distretto rurale di Brixworth.

## Località e parrocchie
Le località del distretto includono:
- Althorp
- Arthingworth
- Ashby St Ledgers
- Badby
- Barby Boughton
- Braunston
- Brington
- Brixworth,
- Brockhall
- Byfield
- Canons Ashby
- Chapel Brampton
- Charwelton
- Church Brampton Church Stowe Clay Coton
- Clipston
- Cold Ashby
- Coton Cottesbrooke
- Creaton
- Crick
- Daventry
- Dodford
- Draughton
- East Farndon
- East Haddon
- Elkington
- Everdon
- Farthingstone
- Fawsley
- Flore
- Great Brington
- Great Oxendon
- Guilsborough
- Hanging Houghton
- Hannington
- Harlestone
- Haselbech
- Hellidon
- Holcot
- Holdenby
- Hollowell
- Kelmarsh,
- Kilsby
- Maidwell
- Marston Trussell
- Moulton
- Naseby
- Newnham
- Norton
- Old
- Overstone
- Pitsford
- Preston Capes
- Ravensthorpe
- Scaldwell
- Sibbertoft
- Spratton
- Stanford-on-Avon
- Staverton Sulby
- Teeton
- Thornby
- Upper Catesby
- Upper Stowe
- Walgrave
- Watford
- Weedon Bec
- Welford
- Welton
- West Haddon
- Whilton Winwick
- Woodford Halse
- Yelvertoft

Le parrocchie del distretto sono:
- Althorp
- Arthingworth
- Ashby St Ledgers
- Badby
- Barby
- Boughton
- Braunston
- Brington
- Brixworth
- Brockhall
- Byfield
- Canons Ashby
- Catesby
- Charwelton
- Church Brampton with Chapel Brampton
- Clay Coton
- Clipston
- Cold Ashby
- Cottesbrooke
- Creaton
- Crick
- Daventry (città)
- Dodford
- Draughton
- East Farndon
- East Haddon
- Elkington
- Everdon
- Farthingstone
- Fawsley
- Flore
- Great Oxendon
- Guilsborough
- Hannington
- Harlestone
- Haselbech
- Hellidon
- Holcot
- Holdenby
- Hollowell
- Kelmarsh
- Kilsby
- Lamport
- Lilbourne
- Long Buckby
- Maidwell
- Marston Trussell
- Moulton
- Naseby
- Newnham
- Norton
- Old
- Overstone
- Pitsford
- Preston Capes
- Ravensthorpe
- Scaldwell
- Sibbertoft
- Spratton
- Stanford
- Staverton
- Stowe IX Churches
- Sulby
- Thornby
- Walgrave
- Watford
- Weedon Bec
- Welford
- Welton
- West Haddon
- Whilton
- Winwick
- Woodford cum Membris
- Yelvertoft